# Kent Kainulainen
Kent Kainulainen ( 1970 ) es un botánico sueco. Recibió su doctorado en 2001 en la Universidad de Estocolmo. Es profesor de botánica en esa Universidad, y desarrolla actividades científicas en su Departamento de Botánica, también en el Laboratorio molecular vegetal de Birgitta Bremer de la Fundación Bergius, en ese Departamento.

## Algunas publicaciones
- kent Kainulainen, claes Persson, torsten Eriksson, birgitta Bremer. 2010. Molecular systematics and morphological character evolution of the Condamineeae (Rubiaceae). Am. J. of Botany 97(12): 1961–1981 en línea Archivado el 13 de septiembre de 2011 en Wayback Machine.

- -------------------------, a. Mouly, a. Khodabandeh, birgitta Bremer. 2009. Molecular phylogenetic analysis of the tribe Alberteae (Rubiaceae), with description of a new genus, Razafi mandimbisonia. Taxon 58 : 757 – 768

### Libros
- larry Kent, k. Kainulainen. 1977. Leikkikarhu teki sen. Editor Viihdekirjat, 130 pp.

- La abreviatura «Kainul.» se emplea para indicar a Kent Kainulainen como autoridad en la descripción y clasificación científica de los vegetales.[1]